# Snook
Snook er en hiphop-duo som blev etableret i Stockholm i 2000.

## Diskografi

### Album
- Vi vet inte vart vi ska men vi ska komma dit
- Är

### Singler
- Såpbubblor – 2004
- Mister Cool – 2004
- Lejonhjärta 2005
- Snook, svett och tårar – 2006
- Längst fram i taxin – 2006
- Kommer ifrån – 2006